# Épinette d'Engelmann
Picea engelmannii
Espèce
Classification phylogénétique
Statut de conservation UICN

 LC  : Préoccupation mineure
L’épinette d'Engelmann ou épicéa d'Engelmann (Picea engelmannii) est un arbre résineux de la famille des Pinaceae et du genre Picea.

## Habitat, répartition
L’épinette d'Engelmann est originaire d'Amérique du Nord et en particulier des Montagnes Rocheuses (du Montana jusque l'Arizona) ; il existe deux populations isolées dans le nord du Mexique. Il fut introduit en 1850 en Europe.
C'est principalement un arbre des hautes montagnes qui résiste bien au gel, dans une zone allant de 1 500 à 3 000 m d'altitude, parfois plus bas dans le nord-est de sa répartition. Appréciant l'humidité, il pousse surtout le long des ruisseaux et des rivières.

## Description
L’épinette d'Engelmann atteint une hauteur de 30 à 35 m pour un tronc d'un diamètre maximum d'un mètre cinquante, mais certains sujets atteignent exceptionnellement 65 m de haut.
L'écorce est brun-rouge et forme des écailles. Les aiguilles sont vertes ou argentées, longues de 18 à 30 mm, rigides et pointues. Ces aiguilles poussent tout autour du rameau. Les cônes mesurent de 6 à 10 cm et deviennent brun-jaunâtre avec des écailles ondulées.

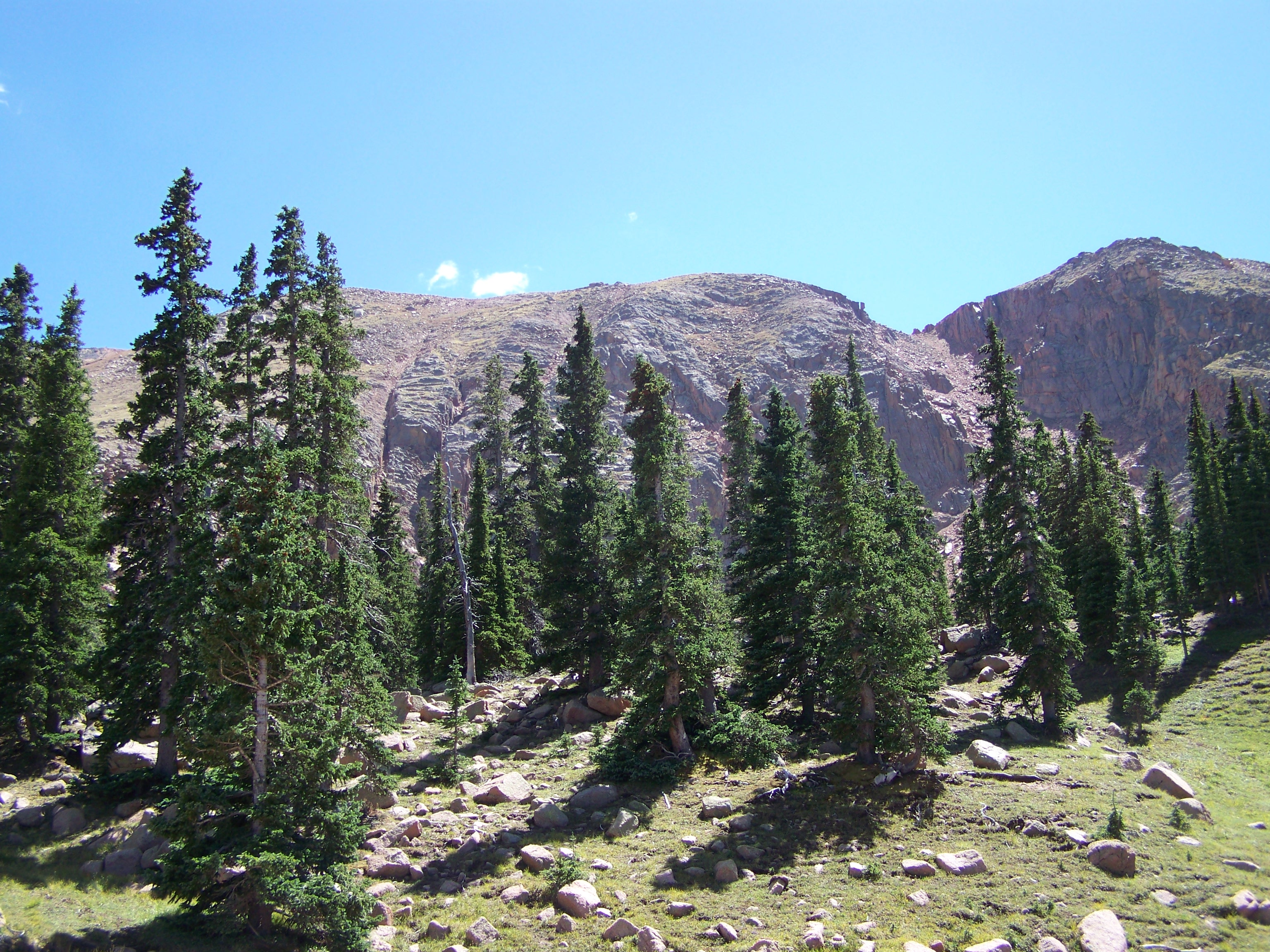
Vue d'ensemble dans l'état du Colorado, États-Unis
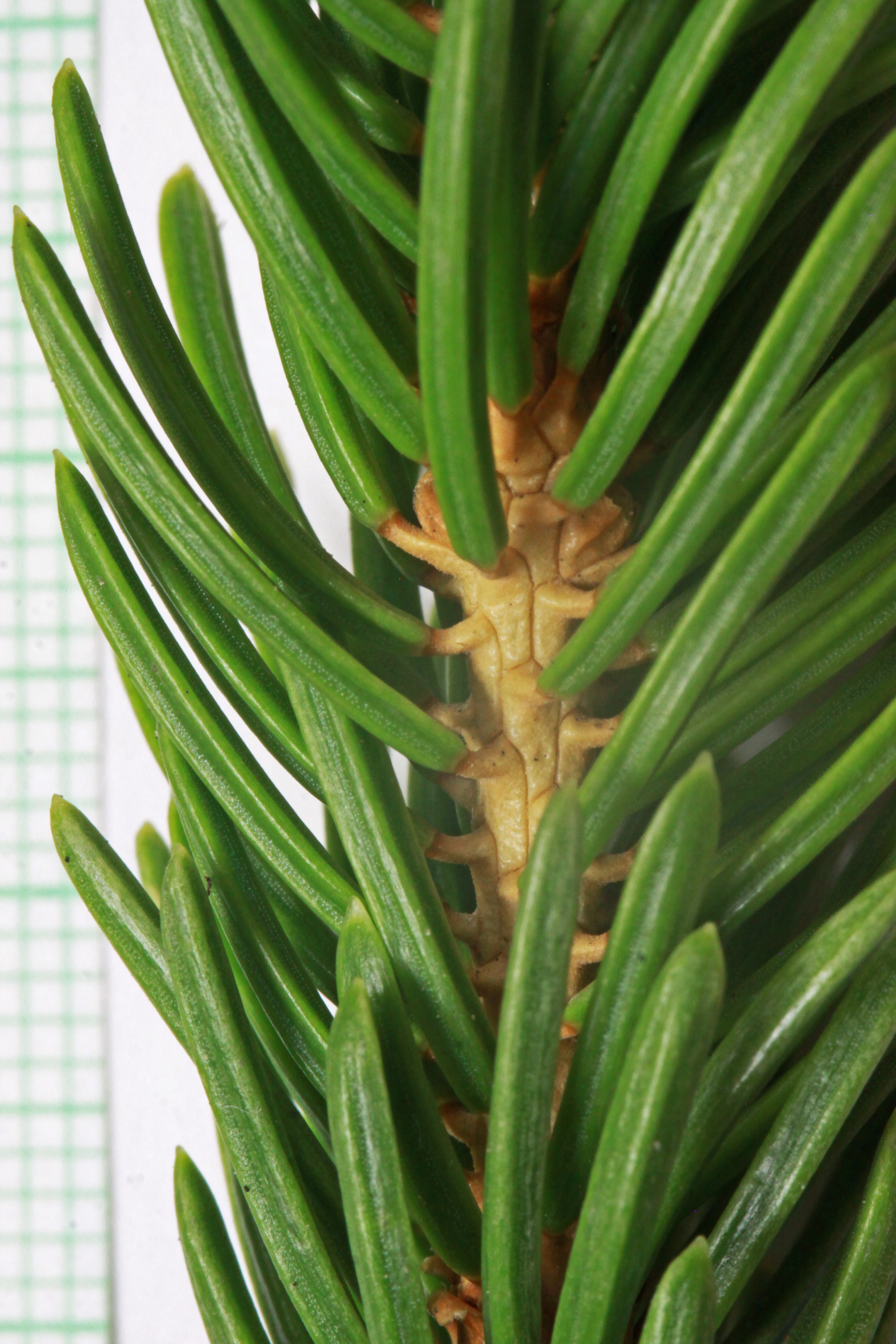
Détail de l'implantation des aiguilles.
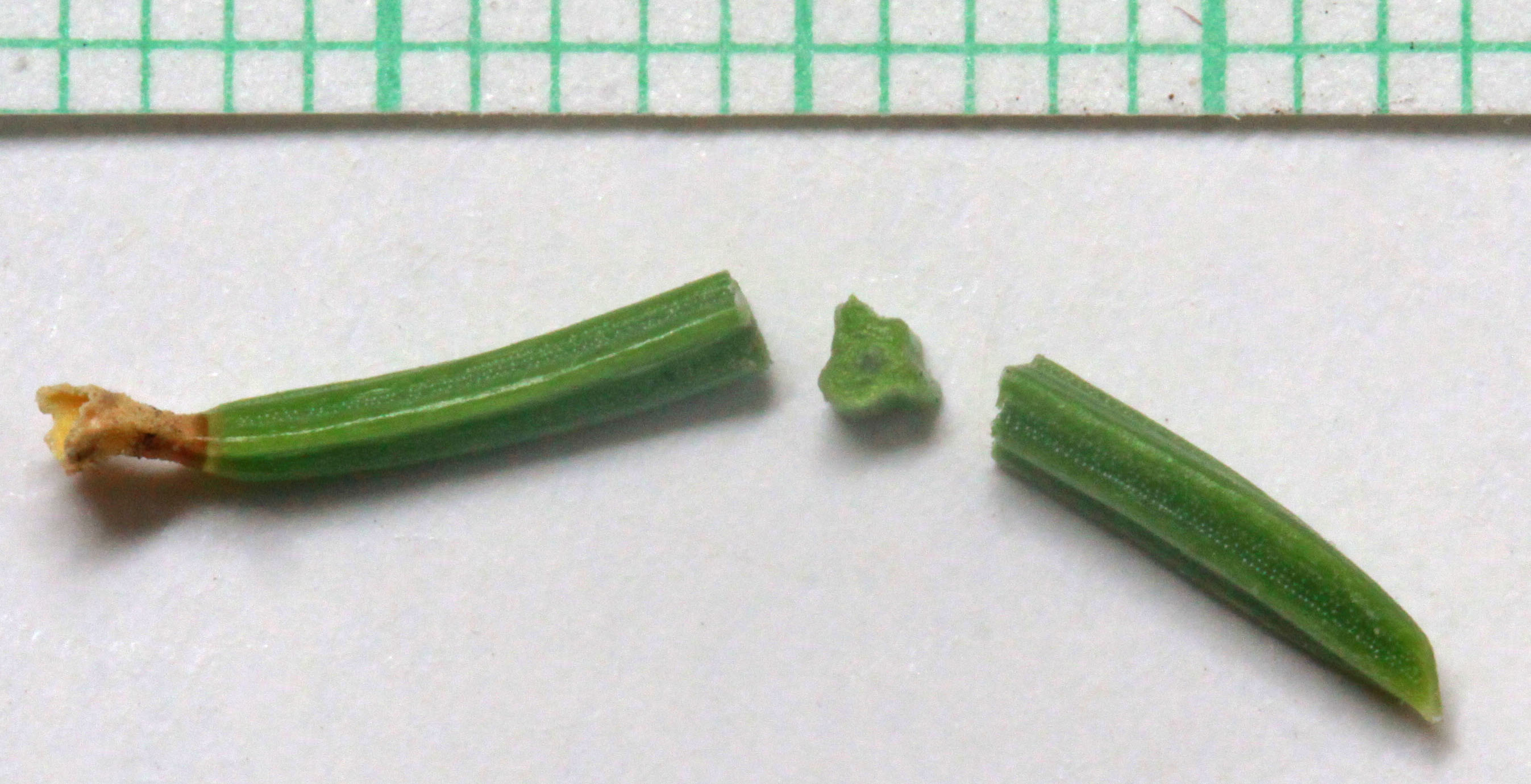
Détail de la section des aiguilles.

## Sources
1. 1 2 3 4 5 6 7 8 9  (fr) Arbres - Jaromir Pokorny - p.40 -  (ISBN 2-7000-1818-4) - Éditions Gründ - 1987